# ローマ市電9100形電車
ローマ市電9100形電車（ローマしでん9100がたでんしゃ）は、イタリアの首都・ローマの路面電車（ローマ市電）で使用されている車両。車内の大部分がバリアフリーに適した低床構造となっており、「シティウェイI（Cityway I）」や「ローマI（Rome I）」とも呼ばれる。

## 概要
1996年、ローマ市電を運営するATACは、2000年までの路面電車網の近代化や拡充を目標に、フィアット（フィアット・フェロヴィアリア、現：アルストム）との間に28両の路面電車車両の導入を交わした。この契約を基に製造が実施されたのが9100形である。
両運転台式の5車体連接車で、車端に回転軸が存在する動力台車を設置した前後車体、車軸を持たない独立車輪式付随台車を備えた2つの全長2,000 mmの小型中間車体、集電装置を備える一方で台車が存在しないフローティング構造の中間車体（全長5,450 mm）で編成が構成される。車体はモジュール構造で設計が行われており、運用コストやメンテナンス頻度の削減が図られている。車内は車体前後を除いた全体の75 %が床上高さ350 mmの低床構造になっており、車椅子用のフリースペースが2箇所設置されている他、車内にはローマ市電向け車両として初めて空調装置が完備されている。
最初の車両が試運転を開始したのは計画よりも遅れた1998年11月で、翌12月から定期運転を開始し、1999年までに全28両（9101 - 9128）が導入された。ただし1両が2001年に事故で廃車となったため、2023年時点で在籍しているのは27両となっている。

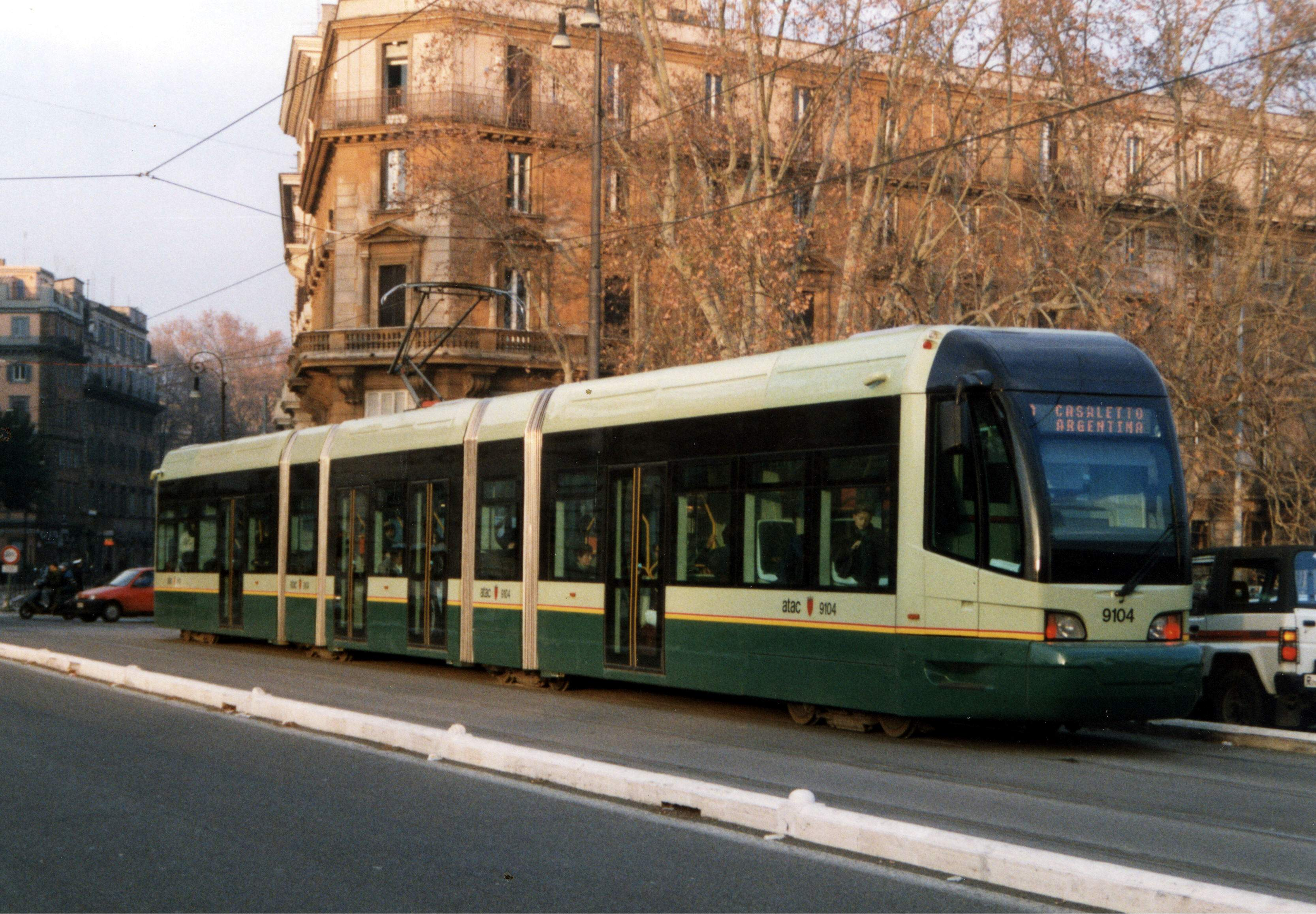
9100形（9104）（1999年撮影）
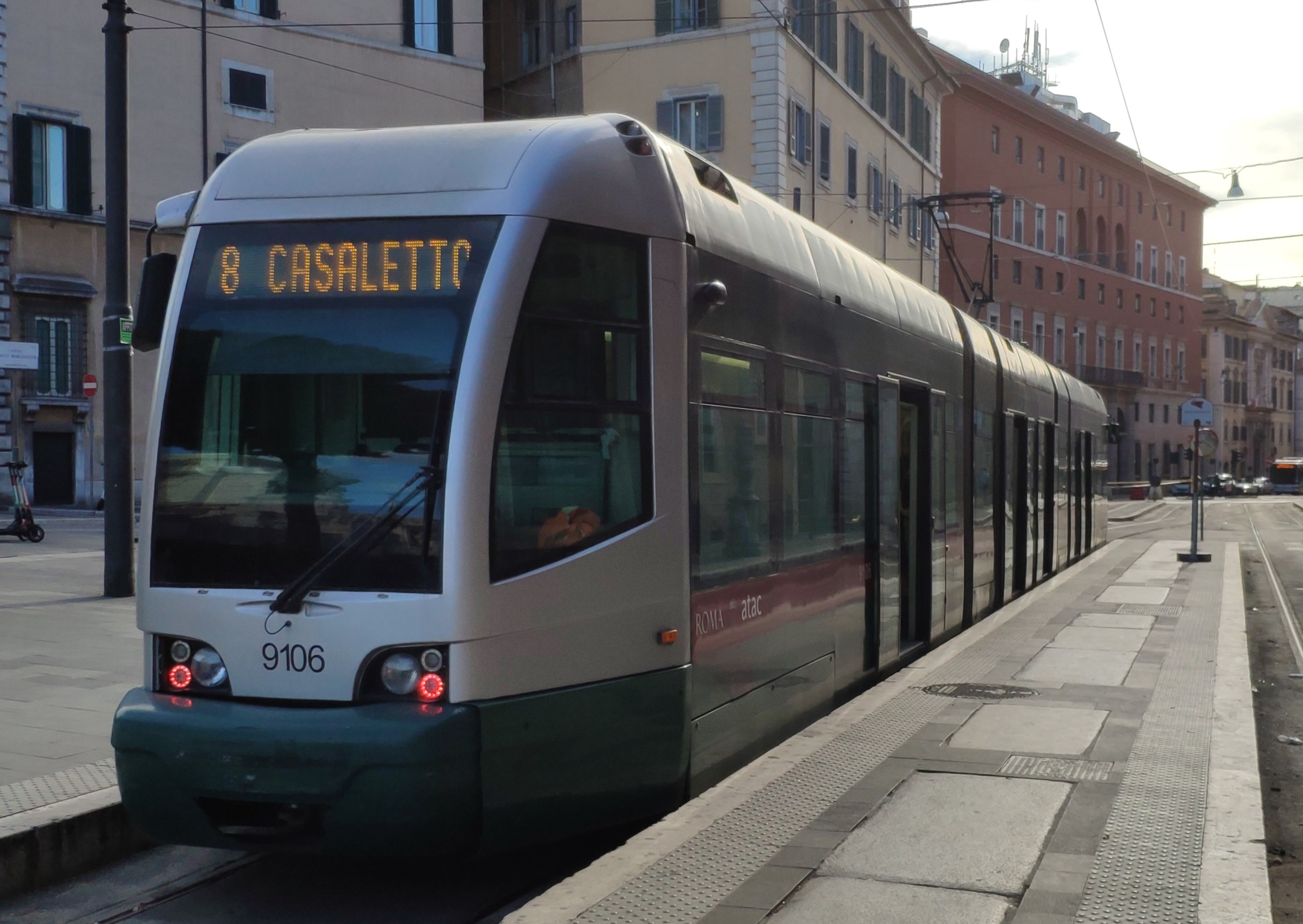
9100形（9106）（2020年撮影）
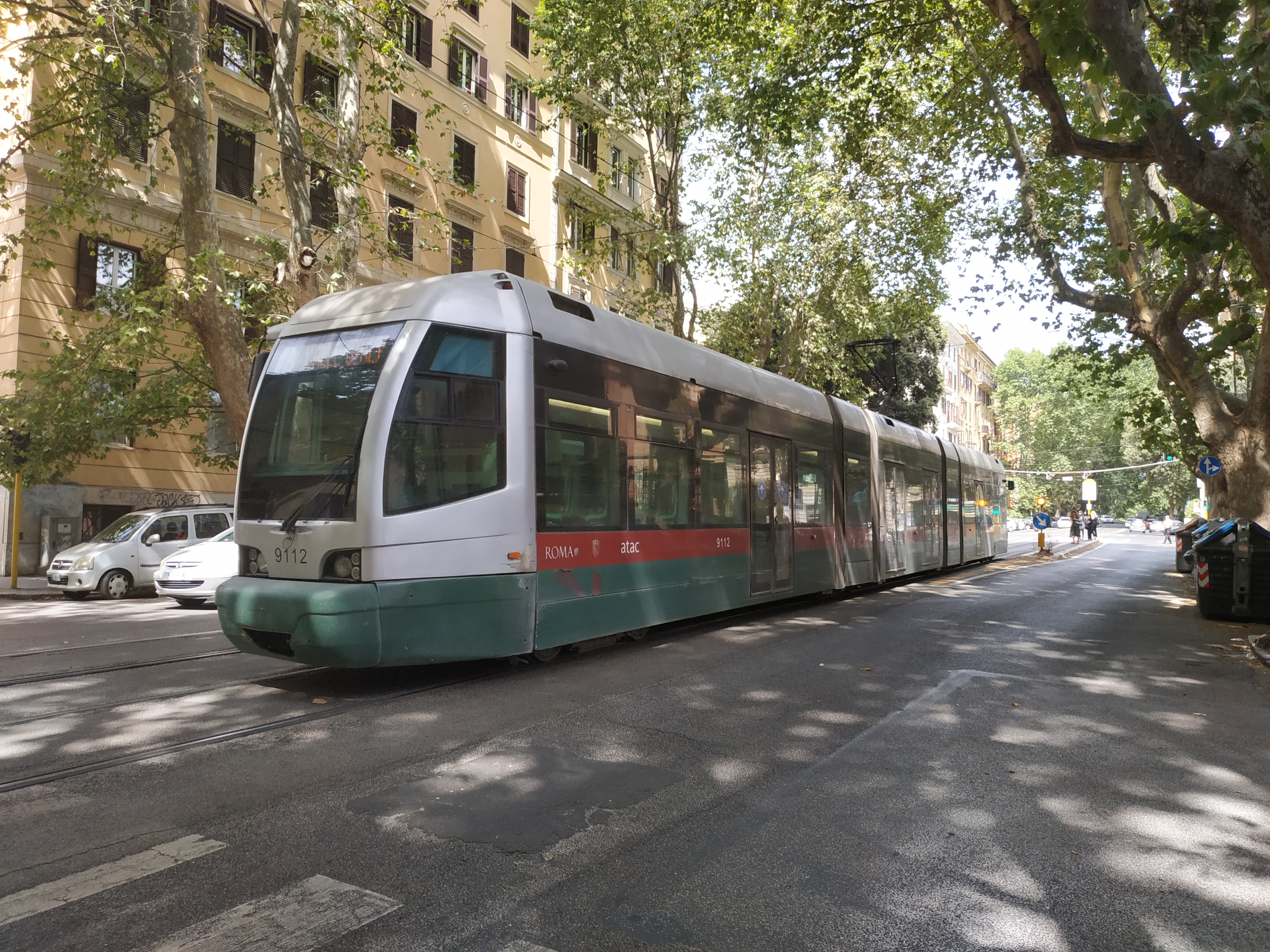
9100形（9112）（2021年撮影）
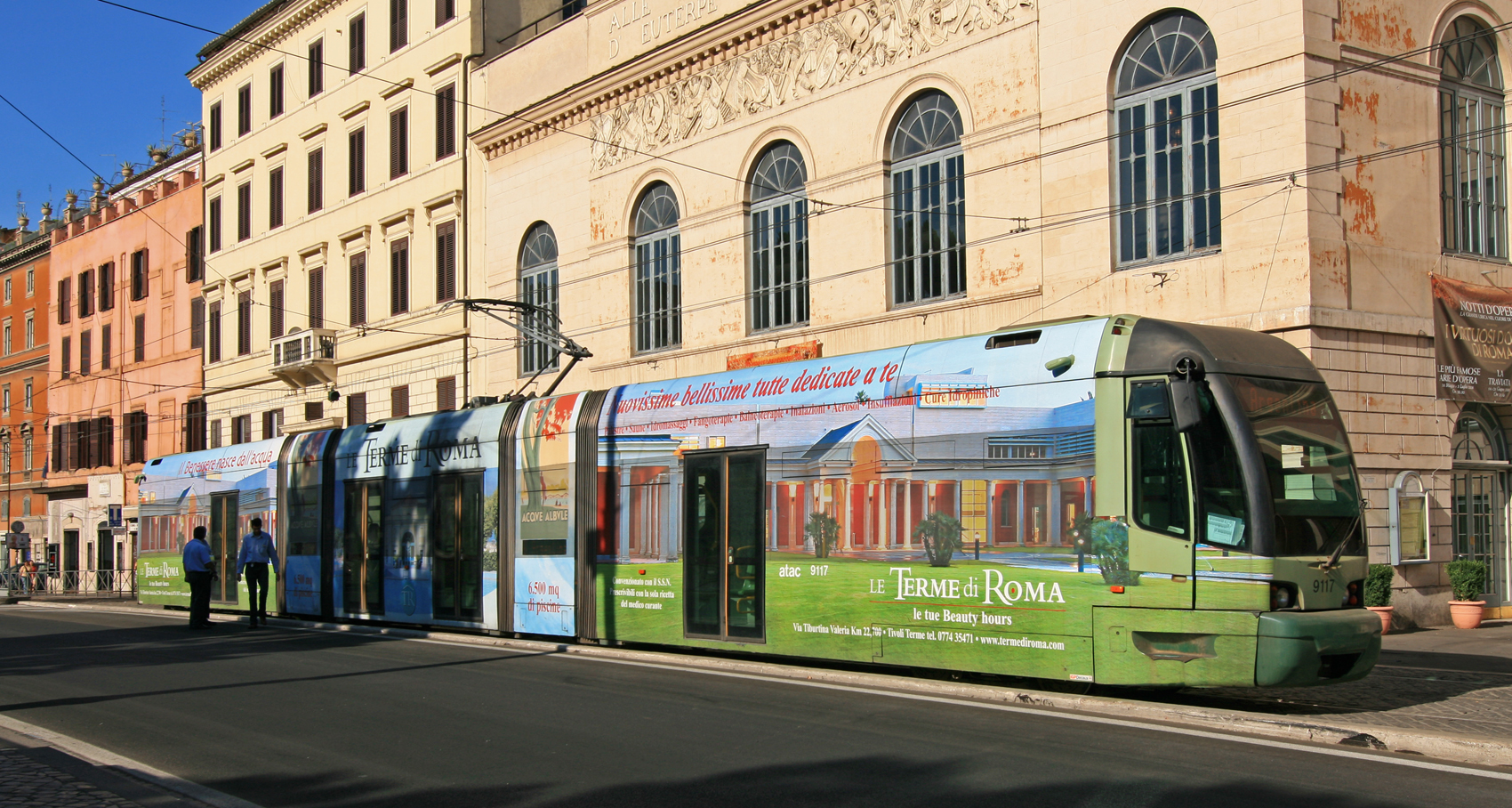
9100形（9117、全面広告塗装）（2008年撮影）